# The NeverEnding Story II: The Next Chapter
The NeverEnding Story II: The Next Chapter (Brasil: A História Sem Fim 2 ) é um filme de fantasia épico germano-americano de 1990 baseado no romance de mesmo nome escrito por Michael Ende. Foi dirigido por George T. Miller e estrelado por Jonathan Brandis, Kenny Morrison e Alexandra Johnes. O único ator a retornar a partir do primeiro filme foi Thomas Hill como Mr. Koreander.

## Elenco
- Jonathan Brandis - Bastian Bux
- Kenny Morrison - Atreyu
- Clarissa Burt - Xayide
- John Wesley Shipp - Barney Bux
- Alexandra Johnes - Imperatriz Criança
- Thomas Hill - Sr. Koreander
- Donald Arthur - Falkor (voz)
- Martin Umbach - Nimbly
- Jerry M. Haney, Jr. - Jovem Bastian

## Sinopse
Bastian (Jonathan Brandis) retorna a Fantasia, que está agora ameaçada por um feitiço da bruxa Xayide (Clarissa Burt). Com a ajuda de Atreyu (Kenny Morrison), o cão voador Falkor (Donald Arthur) e o Homem de Pedra, ele enfrenta a bruxa e seus protetores, os temíveis gigantes.